# Френк Тейт
Френк Тейт (англ. Frank Tate; 27 серпня 1964, Детройт) — американський професійний боксер, чемпіон світу за версією IBF (1987-1988) у середній вазі, олімпійський чемпіон.

## Аматорська кар'єра
На Олімпійських іграх 1984 завоював золоту медаль.
- В 1/16 фіналу переміг Лофті Аєда (Швеція) — 5-0
- В 1/8 фіналу переміг Ромоло Касамоніка (Італія) — 5-0
- В чвертьфіналі переміг Крістофера Капопо (Замбія) — RSC 1
- В півфіналі пройшов Манфреда Цилонка (ФРН)
- У фіналі переміг Шона О'Саллівана (Канада) — 5-0

## Професіональна кар'єра
Дебютував на профірингу у грудні 1984 року. 10 жовтня 1987 року в бою проти Майкла Оладжиде (Канада) завоював вакантний титул чемпіона світу за версією IBF у середній вазі. Провів один успішний захист. 28 липня 1988 року втратив титул, програвши технічним нокаутом в дев'ятому раунді співвітчизнику Майклу Нанну.
27 січня 1990 року в бою за вакантний титул IBF у другій середній вазі програв співвітчизнику Лінделлу Голмсу.
10 січня 1992 року здобув перемогу над Ендрю Мейнардом (США), завоювавши титул NABF у напівважкій вазі. 29 вересня 1992 року зазнав поразки від чемпіона світу за версією WBA у напівважкій вазі Вірджила Гілла. 23 липня 1994 року вийшов вдруге проти Вірджилла Гілла і програв знову.